# 野田凪
野田 凪（のだ なぎ、1973年11月18日 - 2008年9月7日 ）は、日本のクリエーター、アートディレクター、映像作家、CMディレクター。
有限会社「宇宙カントリー」主宰。映像プロダクション（エージェント）「パルチザン」（Partizan）所属。

## 人物
東京都生まれ。両親は共にクリエイターで、1歳の時に映画や舞台や能を200本鑑賞させられたり、色を想像する訓練のためにモノクロのテレビを見させられたりなど、独創的な教育の元に育つ。
女子美術大学付属高等学校・中学校、女子美術大学芸術学部造形計画デザイン科卒業。女子美に10年間在籍し絵画とデザインを学ぶ。女子美術大学卒業後はI&S、大貫デザイン、サン・アドを経て独立。
2003年に創作集団「宇宙カントリー」を設立。プロモーションビデオ（PV）、CM制作、CDジャケットデザインなど各種アートディレクションを手がける。2007年にアーティストのマーク・ライデンと共同でファッションブランド「broken label」を設立。体の半分が熊、もう半分が別の動物で構成される「Hanpanda」を考案し中高生を中心にヒット商品となる。2008年6月には第4回G-Star「Raw Nights」にて自作キャラクター『ニャンパン』の葬儀・告別式をアート演出した。
2008年9月11日ごろ、所属事務所のパルチザン公式サイト（英語版）に、同年9月7日に急逝していたことが公表された。同年9月18日に、野田が代表を務める「宇宙カントリー」公式サイトにて死去の事実が発表された。宇宙カントリーでは、数年前に起きた事故の後遺症から用いた強い鎮痛剤誤飲による不慮の事故と発表している。

## エピソード
おぎやはぎの大ファンである事を公言しており、「テレビ自体あまり見ないのでお笑いはあまり知らなかったのですが、おぎやはぎさんの存在を知ってからテレビを見るようになりました。番組収録を観に行ったのは初めてでちょっと恥ずかしかったのですが、お友達が応募してくれたので2度も行ってみました」と語った。また、「おぎやはぎnoだっぴんぐ」において制作費を出し、おぎやはぎ二人のPVを制作したり、小木を被写体にして写真を撮るなど生前は交流もあった。

## 主な作品制作・監修
- ラフォーレ原宿 広告デザイン
- ナイキ 広告デザイン
- コカコーラワールドキャンペーン PV
- 宇多田ヒカル CDジャケットデザイン
- YUKI CDジャケット・PV
- hanpanda
- HALCALI 「音樂ノススメ」CDジャケットデザイン 本作は会田誠の作品「あぜ道」の意匠をそのまま盗作 したものとして批判を受けた。なお、後にジャケットは別のものに変更された。
- おぎやはぎnoだっぴんぐ テレビ静岡の番組内のメインMCおぎやはぎのPVの製作を担当した。
- ハチミツとクローバー アニメ第1期 オープニング映像（1～12話）
- ユニクロ（ユニクロ×野田凪）
- Google（iGoogleテーマ）
- MEG（CDジャケット（PRECIOUS））
- LG（コマーシャルPV、映像ディレクターとして参加）

## 著作
- 野田凪（ギンザ・グラフィック・ギャラリー 2006年）

## 主な受賞歴
- 東京TDC金賞（1999年）
- 東京ADC賞（2001年）
- JAGDA新人賞（2001年）
- 東京TDC会員賞（2002年）
- NY ADC賞銀賞（2002年）
- NY ADC特別功労賞（2002年）
- 東京TDC会員賞（2003年）
- 東京ADC賞（2003年）
- カンヌ国際広告賞ブロンズライオン（賞）（野田凪、Nexus Productions、コカコーラPV、2006年）